# Lycée Charlemagne
Pour les articles homonymes, voir Charlemagne (homonymie).
 (juin 2023).
Si vous disposez d'ouvrages ou d'articles de référence ou si vous connaissez des sites web de qualité traitant du thème abordé ici, merci de compléter l'article en donnant les références utiles à sa vérifiabilité et en les liant à la section « Notes et références ».
Le lycée Charlemagne est un établissement d'enseignement secondaire et supérieur du quartier du Marais, dans le 4e arrondissement de Paris.
La rénovation du lycée Charlemagne effectuée par le conseil régional d’Île-de-France et la ville de Paris a été achevée en 1993.
Le porche d'entrée actuel a été créé à partir d'un plan du XVIIe siècle en démolissant un bâtiment qui empêchait l'accès du lycée par la rue Charlemagne, l'entrée se faisait alors par le 101 de la rue Saint-Antoine.

## Situation et accès
Le lycée Charlemagne, qui se trouve 14, rue Charlemagne, est desservi par la station de métro Saint-Paul sur la ligne 1 et la station de métro Pont Marie sur la ligne 7.

## Origine du nom
Il porte le nom de Charlemagne, deuxième roi des Francs de la dynastie des Carolingiens (768-814) et premier empereur européen (800-814).

## Historique
Le lycée va de pair avec le collège Charlemagne (ancien « petit lycée ») qui se trouve juste en face, dans la rue Charlemagne, et qui côtoie l'enceinte de Philippe Auguste dont seul le parement extérieur subsiste encore.
En 1310, un béguinage, fondé par Saint Louis est installé dans le quartier du Marais, à l'emplacement des bâtiments du lycée Charlemagne.
En 1580, le cardinal Charles de Bourbon achète à la duchesse de Montmorency l'hôtel de la Rochepot et Damville. Il le donne aux Jésuites, qui démolissent le corps de logis situé en bordure de la rue Saint-Antoine et le remplacent par une chapelle dédiée à saint Louis, en 1582.
Les Jésuites édifient entre 1627 et 1647, sur l'enceinte de Philippe-Auguste, un bâtiment destiné à devenir leur résidence. Cette maison, dite « couvent des Grands Jésuites », devient l'une des plus célèbres de l'ordre est agrandie progressivement jusqu'à la rue de l'Abbé-de-Jouy. Elle est la demeure des confesseurs des rois, dont le père de La Chaise confesseurs de Louis XIV avec le Père Michel Le Tellier et de prédicateurs renommés tels Bourdaloue, ou Ménestrier, et le Père Pierre Coton qui fut celui d'Henri IV et de Louis XIII.
De 1762 à 1767, les bâtiments sont désertés à la suite de l'expulsion de la Société de Jésus sous le ministère du duc de Choiseul.
Le 23 mai 1767, les Génovéfains du Val-des-Écoliers achètent la Maison des jésuites pour 400 000 livres ; ces chanoines réguliers de la réforme de Sainte-Geneviève quittent leur prieuré de Sainte-Catherine de la Couture (qui tombe en ruines) et occupent les bâtiments des Jésuites, qu'ils nomment Prieuré Royal de Saint-Louis de la Couture (ou de la culture).
Ils en louent la grande galerie bibliothèque à la ville de Paris. On y établit, de 1773 jusqu'en l'année 1790, la bibliothèque publique de la ville de Paris.
À la Révolution française, la Constituante ayant supprimé les ordres monastiques, les bâtiments servent de dépôt. Le 17 mars 1795, (27 ventôse an III) un arrêté du Directoire met la bibliothèque de la Commune à la disposition de l'Institut national des sciences et des arts, qui en pille le fond (20 à 30 000 ouvrages).
En 1797, l'ancienne maison professe des jésuites devient l'École centrale de la rue Saint-Antoine. Sous l'Empire, Joseph Lakanal accepta la chaire de langues anciennes à l'École centrale de la rue Saint-Antoine.
La loi du 11 floréal an XI (1er mai 1802), débaptise l'école centrale de la rue Saint-Antoine, qui devient le lycée Charlemagne en 1804.
Le décret impérial du 24 brumaire an XIII manifeste la volonté d'installer le lycée près de la place des Vosges, dans la maison des Minimes ; mais le décret du 21 mars 1812 confirme son implantation et autorise l'agrandissement du lycée qui reçoit alors quatre cents pensionnaires (externes).
En 1815, il est débaptisé, et devient le Collège royal de Charlemagne.
Le 12 avril 1918, durant la Première Guerre mondiale, le lycée Charlemagne est touché lors d'un raid effectué par des avions allemands.

## Chapelle
La chapelle Saint-Louis de 1582 fut remplacée par l'église actuelle en 1627, dont le roi Louis XIII posa la première pierre et qui fut connue sous le nom de Saint-Louis-des-Jésuites. Son plan fut réalisé par deux jésuites, le frère Étienne Martellange (1568-1641) et François Derand. La première messe y fut célébrée le 9 mai 1641 par le cardinal de Richelieu, bienfaiteur de l'église en 1634, à qui il offrit les belles portes de chêne sculpté aux initiales de la Compagnie de Jésus. Bourdaloue y fit ses débuts en 1669 et y prononça l'oraison funèbre du Grand Condé en 1687. Bossuet et Fléchier y prêchèrent également. Dans la chapelle primitive avait été baptisée en 1626 Marie de Rabutin-Chantal, future Mme de Sévigné.
Dans la cour d'entrée, on voit une statue en bronze du Silène portant Dionysos enfant copie d'un original grec perdu de l'école de Lysippe dont des copies antiques en marbre se trouvent au musée du Louvre et au musée du Vatican.

## Enseignements
En 2019-2020, le lycée accueillait sept classes de seconde, sept classes de première, une classe de terminale L, une classe de terminale mixte ES-S, une classe de terminale ES entière et quatre classes terminales S. Le proviseur actuel est Olivier Sellier. Il accueillait également des classes préparatoires aux grandes écoles, à savoir deux classes de MPSI, une classe de PCSI, pour la première année, ainsi qu'une MP, une MP*, une PC, et une PC* pour la deuxième année.

## Classement du lycée
Le lycée est considéré comme un des deux meilleurs lycées de la zone d'affectation Paris Centre avec le lycée Sophie-Germain.
En 2024, le lycée Charlemagne se positionne comme l'un des meilleurs établissements d'enseignement en France, se classant 1er à Paris et 2e au niveau national selon Le Parisien. Ce classement est basé sur plusieurs critères : le taux de réussite au baccalauréat, le taux de mentions au baccalauréat, le taux de passage de la 2de au baccalauréat, ainsi que la valeur ajoutée (calculée à partir de l'origine sociale des étudiants, de leur âge et de leurs résultats au diplôme national du brevet), reflétant l'efficacité de son enseignement et de son accompagnement dans l'amélioration des performances des étudiants par rapport aux attentes initiales.
Le Figaro classe le lycée Charlemagne 7e au niveau national et 6e à Paris, sur la base des taux de réussite et de mentions au baccalauréat en 2023, ainsi que de l'accompagnement des élèves de la 2de jusqu'à l'obtention du baccalauréat.
Ces classements s’appuient sur les données fournies par le ministère de l’Éducation nationale et de la Jeunesse, confirmant la qualité et l’efficacité de l’établissement.

## Classements des CPGE
Le classement national des classes préparatoires aux grandes écoles (CPGE) se fait en fonction du taux d'admission des élèves dans les grandes écoles.
En 2015, L'Étudiant donnait le classement suivant pour les concours de 2014 :
| Filière | Élèves admis dans une grande école* | Taux d'admission* | Taux moyen sur 5 ans | Classement national |
| --- | ----------------------------------- | ----------------- | -------------------- | ------------------- |
| MP / MP* | 45 / 77 élèves                      | 58,4 %            | 39,5 %               | 13e sur 139         |
| PC / PC* | 10 / 62 élèves                      | 16,1 %            | 19,1 %               | 67e sur 108         |
| Source : Classement 2023 des prépas - L'Étudiant (Concours de 2022). * le taux d'admission dépend des grandes écoles retenues par l'étude. En filières scientifiques, c'est un panier de 11 à 17 écoles d'ingénieurs qui a été retenu par L'Étudiant selon la filière (MP, PC, PSI, PT ou BCPST). |                                     |                   |                      |                     |

## Personnalités liées au lycée

### Proviseurs
- Pierre Claude Bernard Guéroult (1802- ?)
- Auguste Poirson (1837-1853)
- Auguste Nouseilles (1853-1872)
- Charles Lenglier
- Polak (-1946?), professeur de physique. Assurait les colles de physique pour les CPGE jusque vers 1950.
- Pinon (1946?-), une quinzaine d'années ? Organisait avec sa femme les vacances d'été à La Chapelle-en-Vercors.
- Hélène Perrin (1988-2004)
- Alberto Muñoz (2004-2011)
- Pierrette Floc'h (2011-2015)
- Christophe Hespel (2015-2018), ancien proviseur de l'École Boulle
- Jean-Luc Guéret (2018-2024), ancien proviseur de la cité scolaire Alphonse-de-Lamartine
- Olivier Sellier (depuis 2024), ancien proviseur du lycée polyvalent Élisa-Lemmonier

### Professeurs
- Auguste Angellier (1848-1911), angliciste, critique littéraire,
- Jean Bayet (1882-1969), latiniste, membre de l'Académie des inscriptions et belles-lettres,
- Louis Benaerts (1868-1941), historien,
- Elie Bloncourt (1896-1978), résistant, député, membre de la haute cour,
- Gaston Boissier (1823-1908, historien et philologue,
- Jean-Louis Burnouf (1775-1844), latiniste, membre de l'Académie des inscriptions et belles-lettres,
- Auguste Cartault (1847-1922), philologue
- Félicien Challaye (1875-1967), philosophe
- Eugène Charles Catalan (1814-1894), mathématicien,
- Eugène Chevreul (1786-1889), chimiste,
- Paul Couderc (1899-1981), astronome,
- François Fabié (1846-1928), poète aveyronnais,
- Louis-Benjamin Francœur (1773-1849), mathématicien, membre de l'Académie des sciences,
- Louis Gallouédec (1864-1937), inspecteur général, président du conseil général du Loiret,
- Pierre George (1909-2006), géographe, membre de l'Académie des sciences morales et politiques,
- Roger Ikor (1912-1986), écrivain,
- Gilbert Badia (1916-2004), germaniste et traducteur,
- Alexandre Langlois (1788-1854), indianiste, traducteur du Rig-Veda, membre de l'Académie des inscriptions et belles-lettres,
- Gustave Lanson (1857-1934), critique et historien de la littérature,
- Théodore Lefebvre (1889-1943), géographe, résistant, décapité à la prison de Wolfenbüttel,
- Édouard Lucas (1842-1891), mathématicien,
- Robert Mandrou (1921-1984) historien, professeur à l'EHESS et à l'université de Paris X,
- Léon Meynard (1919 -1989), philosophe, auteur de nombreux manuels publiés chez Belin,
- Raymond Naves (1902-1944), résistant,
- Gustave Rivet (1848-1936), parlementaire et poète dauphinois,
- Eugène Rouché (1832-1910), mathématicien,
- Amédée Thalamas (1867-1953), géographe, député de Seine-et-Oise.
- Abel François Villemain (1790-1870), écrivain, universitaire et homme politique

### Élèves
- Paul Ackerman, artiste peintre,

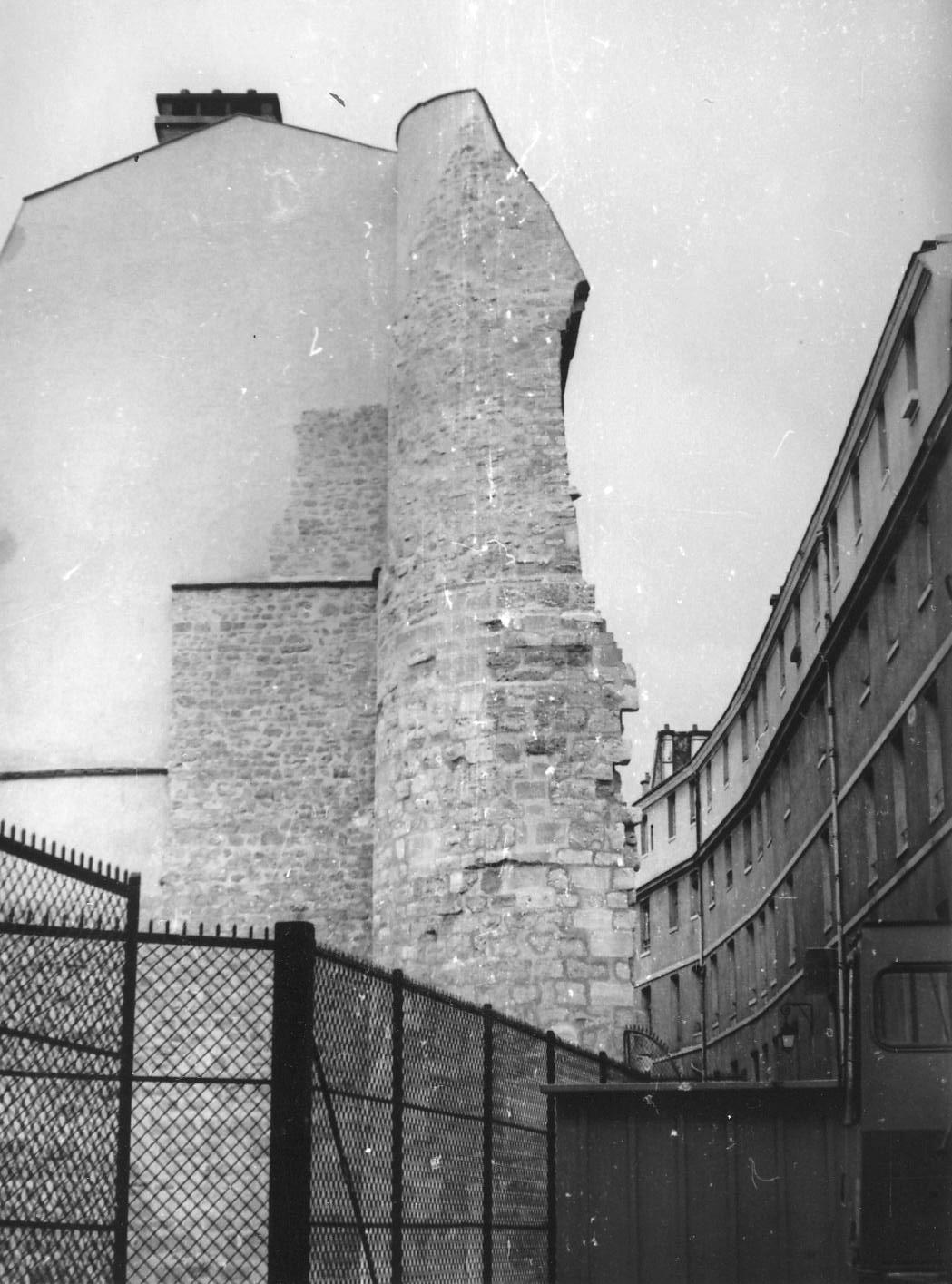
Vestiges des remparts de Philippe Auguste, à l’angle du petit lycée.

- Claude Allègre, géochimiste et homme politique,
- Mathieu Amalric, acteur et réalisateur,
- Adolphe Alphand (1817-1891), ingénieur des ponts et chaussées,
- Gabriel Arout, auteur dramatique,
- Octave Aubry, historien de Napoléon
- Xavier Aubryet, écrivain,
- Honoré de Balzac (1799-1850), romancier,
- Gérard Baste, chanteur et animateur de télévision
- Adrien Berbrugger, archéologue,
- Maurice Berteaux, ministre de la Guerre tué par un avion,
- Francis Blanche, acteur,
- Louis Auguste Blanqui, dit « l'enfermé », républicain,
- Léon Blum, président du Conseil,
- Louis Bourdon, mathématicien,
- Léon Bourgeois, homme d'État,
- Jean Cassou, poète, résistant,
- Ernest Cauvin, homme politique,
- Floriane Chinsky, femme rabbin,
- Maurice Cocagnac, dominicain,
- Pierre-Guillaume-Paul Coronnat, militaire
- Fustel de Coulanges, historien,
- Victor Cousin, philosophe,
- Guy Darol, écrivain,
- Léon Daudet, homme politique,
- Louis Delluc, réalisateur,
- Dante Desarthe, réalisateur,
- Pierre Dezarnaulds (1879-1975), homme politique[12],
- Gustave Doré, peintre et illustrateur,
- Claude Érignac, préfet,
- Théophile Gautier, poète et romancier,
- Jacques Hadamard (1865-1963), mathématicien,
- René Harmand (1868-1945), écrivain, traducteur de Flavius Josèphe, professeur de lettres au lycée de Nancy
- Izia Higelin, chanteuse[13]
- François-Victor Hugo, troisième fils de Victor Hugo, traducteur de William Shakespeare,
- Jean Jacquart, historien
- Joseph Joffre, maréchal de France,
- Lionel Jospin, Premier ministre (1997-2002),
- Jean-Daniel Jurgensen, résistant, diplomate,
- Guy Lardreau, philosophe,
- Jules Lagneau, philosophe,
- Ernest Lavisse, historien,
- Alexandre Ledru-Rollin, avocat, homme politique,
- Claude Lemaitre-Basset, homme politique,
- Pierre Leroux, inventeur du mot « socialisme »,
- François Léotard, homme politique,
- Philippe Léotard, comédien,
- Sylvain Lévi, indologue
- Auguste Maquet, écrivain, « collaborateur » d'Alexandre Dumas,
- Léon Moussinac, critique de cinéma, résistant, directeur de l'IDHEC,
- Pierre Messmer, homme politique,
- Maurice Meuleau, écrivain, historien, professeur et chargé de recherche au CNRS,
- Jules Michelet, écrivain,
- Robi Morder, juriste du travail et politiste, spécialiste des mouvements lycéens et étudiants,
- Gérard de Nerval, écrivain,
- Jules Ogier (1853-1913), chimiste, directeur du laboratoire de toxicologie de la préfecture de Police de Paris,
- Paul Pelliot (1878-1945), archéologue et professeur au Collège de France,
- Léon Perlemuter (1936-2017), diabétologue
- F'Murrr (Richard Peyzaret), auteur de bande dessinée,
- Richard Prasquier  (1945-), médecin cardiologue français, président du Conseil représentatif des institutions juives de France
- Raymond Radiguet, écrivain,
- Jules Renard, écrivain,
- Jean Richepin, de l'Académie française, poète et écrivain,
- Adrien Barthélemy Louis Henri Rieunier, amiral député et ministre de la Marine (1893),
- Gérard Rinaldi, acteur et chanteur,
- Pierre Rosenberg, critique d'art, directeur du Louvre, académicien,
- Jean Sablon (1906-1994), interprète de Mireille,
- Nicolas Léonard Sadi Carnot, (1796-1832) physicien, créateur de la thermodynamique (1824).
- Charles Augustin Sainte-Beuve, critique littéraire et écrivain,
- Léon Schwartzenberg, cancérologue,
- Raymond Tournay, médecin phébologue,
- Auguste Vacquerie, poète, photographe et journaliste, beau-frère de Léopoldine Hugo,
- Félix de Vandenesse, maître des requêtes de Louis XVIII dans La Comédie Humaine,
- Albert Vanloo (1846-1920), auteur dramatique, librettiste et journaliste belge,
- Manuel Valls, homme politique, Premier ministre (2014-2016)

## Mouvements sociaux
Certains élèves politisés du lycée Charlemagne ont participé à des mouvements sociaux de tendance radicale de gauche d'ampleur nationale :
- Le 17 mars 2016 est créé un comité d'action qui organisera le mouvement contre la loi travail : le lycée est alors bloqué à six reprises jusqu'à la fin du printemps[14],[15],[16].
- Le 23 février 2017, un blocage du lycée est organisé pour protester contre les violences policières dans l'affaire Théo. Les cours sont suspendus[17].
- Le 22 novembre 2017 a lieu un blocage du lycée contre la sélection mise en place par le gouvernement Philippe à l'entrée de l'université.
- Le 22 mars 2018, le lycée était bloqué pour protester contre la politique générale du gouvernement (disparition du statut de cheminot, politique migratoire, réforme de l'accès à l'université, etc.)[18].
- Les 12, 13 et 14 avril 2018, a été mise en place une grève reconductible en réponse aux expulsions récentes de la ZAD de Notre-Dame-des-Landes et des violences policières dans les facultés occupées[19]. Le 13 avril, à 17 h est organisé devant le lycée un banquet collaboratif pour susciter le débat.
- Le 1er juin 2018, le lycée a été occupé par une cinquantaine de lycéens, contre Parcoursup et en réaction aux événements survenus au lycée Arago le 22 mai, avant d'être évacué vers 21 h[20],[21]. Il n'y eut cependant ni arrestations ni violences.